# Ammoniumchromat
Ammoniumchromat ist das Ammoniumsalz der Chromsäure mit der Summenformel (NH4)2CrO4.

## Eigenschaften
Ammoniumchromat liegt in Form gelber, gut wasserlöslicher Kristalle vor, welche sich bei 185 °C explosionsartig zu Ammoniak, Stickstoff, Chrom(III)-oxid und Wasser zersetzen. Des Weiteren kann Ammoniumchromat, aufgrund seiner oxidierenden Eigenschaften, auf gefährliche Weise mit Reduktionsmitteln oder brennbaren Stoffen reagieren. Wässrige Lösungen reagieren neutral.

## Herstellung
Auflösung von Chrom(VI)-oxid in einer Ammoniaklösung:
{\displaystyle {\ce {CrO3 + NH3(aq) -> (NH4)2CrO4}}}

## Verwendung
Ammoniumchromat findet Verwendung bei der Herstellung von Eisen-Chromoxid-Katalysatoren. Außerdem kann Ammoniumchromat zur Darstellung von Bleichromat dienen.

## Sicherheitshinweise
Ammoniumchromat ist als krebserzeugend insbesondere bei Aufnahme über die Atemwege eingestuft. Hautkontakt kann zu Sensibilisierung führen. Bei der Handhabung ist daher entsprechende Schutzkleidung zu tragen.

## Gesetzliche Hinweise
Ammoniumchromat unterliegt der Chemikalienverbotsverordnung und dem Wasserhaushaltsgesetz. In industriellen Mengen unterliegt es außerdem der Störfallverordnung.
Ökotoxikologisch ist Ammoniumchromat als WGK 3 (stark wassergefährdend) eingestuft.